# Biserica de lemn „Sfântul Dumitru” din Mîndra
Biserica de lemn „Sf. Dumitru” este o biserică amplasată în Mîndra, raionul Călărași, Republica Moldova. Este un monument arhitectural și de artă de importanță națională inclus în Registrul monumentelor Republicii Moldova ocrotite de stat cu nr. 190 (raionul Călărași). Datează din 1927.